# Ian Thorpe
Ian James Thorpe (Sídney, 13 de octubre de 1982) es un nadador australiano, apodado Thorpedo y Thorpey. Ganó cinco medallas de oro en los Juegos Olímpicos, siendo la mayor marca conseguida por cualquier deportista australiano, y en 2001 se convirtió en la única persona en ganar seis medallas de oro en un solo Campeonato Mundial de Natación. En total, Thorpe ganó 11 medallas de oro en esta competición, la segunda marca conseguida por cualquier nadador. Thorpe es la única persona junto a Michael Phelps en ser nombrada Nadador del Año (World Swimmer of the Year) en cuatro ocasiones por la revista Mundo de la Natación (Swimming World Magazine), y fue el Nadador Australiano del Año de 1999 a 2003. Sus logros atléticos lo han convertido en uno de los atletas más populares de Australia, y con su filantropía y pulcra imagen se le reconoció como Joven Australiano del Año en el 2000.
A los 14 años, se convirtió en el hombre más joven en representar a Australia, y su victoria en los 400 metros estilo libre en el Campeonato Mundial de Perth lo convirtió en el campeón Mundial más joven en esa categoría. Después de esa victoria, Thorpe dominó los 400 metros libres, ganando cada evento en Juegos Olímpicos, Campeonatos Mundiales, Juegos de la Mancomunidad y en el Campeonato de Natación Pan Pacific, hasta la interrupción de su carrera después de los JJ. OO. de 2004.
Además de 13 récords mundiales en pruebas individuales, Thorpe se estableció firmemente en los equipos de relevo australianos, agregando a sus estadísticas las victorias en 4 × 100 m y 4 × 200 m de relevos en estilo libre en Sídney, agregando además sus cinco récords mundiales como relevo. Sus victorias en los 200 y 400 m y su bronce en los 100 m en las Olimpiadas de Atenas lo hacen la única persona en ganar medallas en la combinación 100-200-400.
Después de los Juegos de Atenas, Thorpe se tomó un año sabático fuera de la natación, programando su regreso para los Juegos de la Mancomunidad (Commonwealth Games) en Melbourne. Sin embargo, se vio obligado a abandonar la competición debido a un ataque de mononucleosis infecciosa.
Los posteriores entrenamientos programados en los Estados Unidos se cancelaron y anunció su retiro de las competencias el 21 de noviembre de 2006 a la edad de 24 años, aduciendo falta de motivación.
El 31 de marzo de 2007, se dio a conocer la noticia de que Thorpe pudo haber tenido problemas por un resultado anormal de un análisis sanguíneo, que contenía un alto nivel de testosterona.
La Fédération Internationale de Natation (FINA) confirmó que existió una apelación acerca de la validez (o relevancia) de las pruebas "positivas" de mayo de 2006, pero no precisó qué nadador australiano fue el que interpuso la apelación.
A inicios de 2011, Thorpe anunció en una conferencia de prensa su retorno a la competición para participar en los Juegos Olímpicos de Londres 2012.

## Primeros años
Al nacer, Thorpe pesó 4,1 kg y midió 59 cm, un recién nacido bastante grande. Creció en una familia de amplia tradición deportiva en los suburbios de Milperra. El padre de Ian, Ken, fue un talento prometedor en cricket a nivel primaria, representando al club de cricket de Bankstown en la competencia de primarias de Sídney. Ken logró ser seleccionado al club antes que sus compañeros Len Pascoe y Jeff Thomson, quienes se convirtieron en jugadores de la Selección Australiana de Cricket, teniendo una larga carrera en ella. Talentoso bateador (de cricket), alcanzó la cima de los rankings en promedio de bateo en la última etapa de su carrera, por delante del en ese momento capitán de la selección australiana.
Sin embargo, la presión del padre de Ken, Cecil, le redujo el disfrute por el juego y Ken se retiró del juego a la edad de 26 años. La madre de Thorpe, Margaret, compitió en la división A por el equipo de Bankstown en netball (juego similar al baloncesto), pero Ian pareció no haber heredado las habilidades para los juegos de pelota de sus padres. Su hermana mayor, Christina, fue aconsejada por un médico que la natación fortalecería su muñeca, la cual se había roto en un accidente jugando en el patio de su casa, entonces, por mera casualidad, Ian de cinco años, acompañaba a su hermana a las clases de natación en una piscina de Padstow. Debido a su experiencia poco placentera con el deporte, Ken Thorpe siempre sostuvo que el disfrute en las actividades deportivas era lo más importante para sus hijos.
De pequeño, Thorpe fue relegado a suplente debido a una alergia al cloro. Debido a esto, no participó hasta los siete años en su primera carrera: un carnaval de la escuela. Su alergia lo forzó a nadar con su cabeza fuera del agua; a pesar de esta desgarbada técnica no deseada, ganó la carrera, sobre todo por su gran tamaño. Thorpe gradualmente se sobrepuso a esta alergia y ascendió a la capitanía de Nueva Gales del Sur para el título de Escuelas Primarias de Australia en 1994. Justificó satisfactoriamente su elección al puesto, al ganar nueve medallas de oro en la categoría de su edad, en el Campeonato Estatal de Piscina de 25 m por edades (State Age Short Course Championships) en septiembre de ese año.
1995 marcó el inicio de su educación secundaria en la preparatoria East Hills Boys Technology High School cambiando de entrenador para nadar junto con su hermana, bajo la tutela de Doug Frost. Fue un gran año para la familia, con la selección de Christina en el equipo nacional para competir en el Campeonatos de Natación Pan Pacific 1995 en Atlanta.
Ian, que había crecido hasta 1,85 metros (seis pies), compitió en su primer Campeonato Nacional por edades, y ganó medallas de bronce en los 200 y 400 metros en la modalidad de estilo libre. También ganó los diez eventos de los Campeonatos Estatales por Edades más adelante ese mismo año.

## Debut nacional
Thorpe compitió en los Campeonatos Nacionales por edades de 1996 en Brisbane, ganando cinco medallas de oro, dos de plata y otras dos de bronce. Los tiempos con que ganaba, eran en promedio, dos segundos por cada 100 metros más rápidos que los de los ganadores de la medalla de plata, con los tiempos conseguidos en la prueba de 400 metros estilo libre y 200 m estilo dorso, calificó para los Campeonatos Australianos, que eran los eventos calificatorios para los Juegos Olímpicos de Atlanta 1996. Frost sabía que Ian no tenía posibilidades realistas de terminar entre los primeros dos lugares en ningún evento, aunque de conseguirlo significaría una selección olímpica a los 13 años con 6 meses de edad; de cualquier modo lo envió para que ganara experiencia compitiendo en la categoría de edad de mayor calidad en el país.
Cumpliendo con lo esperado, Thorpe falló al conseguir la clasificación, terminando en el lugar 23 en los 400 metros estilo libre y 36 en los 200 estilo dorso. Para el fin de ese año (1996), había crecido alcanzando 1.90 m de altura y 90 kg de peso, y también había conseguido la calificación para los Campeonatos Australianos de Piscina de 25 m. Fue una nueva oportunidad para Thorpe para alcanzar la selección nacional, ya que eran las pruebas para el Campeonato Mundial de Natación en Piscina Corta de 1997 en Gotemburgo, Suecia. Calificó en segundo lugar para su primera final nacional en 400 m combinados, pero en la final nadó más lento y no alcanzó la selección al Campeonato Mundial.
1997 comenzó con el Campeonato de Nueva Gales del Sur, donde finalizó segundo detrás de Malcolm Allen en los 400 metros estilo libre. Su tiempo de 3:59.43 min, restó 8 s de su mejor récord personal, y fue el primer tiempo debajo de los 4 min conseguido por un nadador de 14 años en Australia. Thorpe fue listado cuarto entre los nadadores australianos en esta distancia después de esta actuación.
Thorpe participó en el Campeonato Australiano en Adelaida siendo un serio contendiente para la selección australiana para el Campeonato de Natación Pan Pacific 1997 en Fukuoka, Japón. Con el requerimiento de finalizar en los tres primeros lugares y un tiempo especificado para calificar, Thorpe llegó a la final en los 400 m estilo combinado y en los 400 estilo libre. Thorpe y su entrenador Frost decidieron retirarse del evento de estilo combinado para conservar la energía para la final de estilo libre después de las lesiones de los medallistas olímpicos de 400 m estilo libre Kieren Perkins y Daniel Kowalski. Thorpe ganó bronce tras el originario de Queensland Grant Hackett y Malcolm Allen, estableciendo un récord personal de 3:53.44 min. Este tiempo fue un nuevo récord juvenil para esa edad y la primera de innumerables batallas con Hackett.
Con 14 años y 5 meses, Ian se convirtió en el nadador masculino más joven en ser elegido para el equipo australiano, superando el récord impuesto por John Konrads por un mes. Frost mencionó que la causa por la cual Ian fue elegido, fue su eventual priorización del estilo libre. Thorpe continuó su gran forma en el Campeonato Nacional por edades dos semanas después donde compitió en todos los eventos (12), ganando en diez de ellos la medalla de oro y en dos la de bronce, y de paso estableciendo seis récords nacionales en el proceso.

## Debut internacional
En junio, dos meses antes del Campeonato Pan Pacific, Thorpe necesitó realizarse una operación del apéndice, la cual le hizo perder dos semanas de entrenamiento. Con la ausencia de reglas de calificación para eventos específicos en Fukuoka, Thorpe optó por registrarse en los 200 metros estilo libre y mariposa y también en los 400 m combinados y libres. Se sembró cuarto al finalizar la eliminatoria de los 200 metros estilo libre, después de establecer un nuevo récord personal de 1:51.46 minutos. A pesar de no haber calificado a la final, 4 x 200 metros de relevos estilo libre. En esa prueba se combinó con Michael Klim, Ian van der Wal y Hackett para llevarse la plata, haciéndolo el nadador más joven en ser medallista en el Campeonato Pan Pacific. Thorpe calificado en ese momento para su primera final a nivel internacional en los 400 metros estilo libre, remontó del quinto puesto en la marca de los 300 hasta ganar plata por detrás de Hackett con un tiempo de 3:49.64 minutos.
Su estallido en los últimos metros se convirtió en su marca registrada, y el tiempo que registró, lo colocó en tercer lugar mundial, este tiempo le hubiera dejado ganar la medalla de plata en los Juegos Olímpicos de Atlanta 1996. En octubre de 1997, unos días antes de su cumpleaños número 15, Thorpe compitió en las pruebas de clasificación en Brisbane para el Campeonato Mundial de Natación de 1998. Y fue seleccionado para el Campeonato de Perth en enero, por terminar cuarto y segundo en los 200 y 400 metros, respectivamente. Continuó su ascenso imponiendo un nuevo récord personal de tiempo en ambos eventos.

## Campeonato Mundial de Natación de 1998
La primera aparición de Thorpe en su tierra natal, en el Campeonato Mundial de Natación de 1998 en Perth, comenzó con su relevo 4 x 200 metros estilo libre. Thorpe se aseguró un puesto en el equipo después de realizar un tiempo de 1:48.85 min con un comienzo arrasador en las preliminares. En la final, Klim, que poco antes se había convertido en el campeón mundial de 200 m estilo libre, desarrolló un liderato que mantuvo Hackett, obteniendo una distancia contra los americanos de medio cuerpo. Thorpe se despegó del campeón olímpico de 200 m estilo mariposa Tom Malchow haciendo 1:47.67 min, el mismo tiempo logrado por Klim cuando ganó la final de los 200 m estilo libre. Al final del relevo de Ian, Australia se encontraba dos segundos por delante del récord mundial y tres segundos adelante de los estadounidenses. A pesar de que el relevo principal Kowalski finalizó la prueba medio segundo detrás de la marca del mundo, fue la primera vez que Australia ganaba este evento a nivel global desde 1956. Habiéndose asegurado su primer título mundial, Thorpe entró a la final de los 400 metros estilo libre como cuarto lugar mundial, detrás de Emiliano Brembilla, Hackett y Massimilano Rosolino de Italia. Hackett lideró la prueba desde su inicio, estableciendo una cómoda ventaja de 2:29 segundos sobre Thorpe para la marca de los 300 m. Aunque Thorpe redujo la ventaja 1.53 s en la marca de los 350 m, Hackett aun tenía la ventaja ganadora, hasta que Ian remontó 1.68 s en los últimos 50 m para rebasar a Hacett en la última brazada. El tiempo de 3:46.29 min conseguido por Ian fue el cuarto más rápido de la historia y lo convirtió en el campeón mundial más joven en pruebas individuales masculinas.
Como resultado de la atención de los medios producida por su victoria en su tierra natal, Thorpe recibió varias ofertas para realizar comerciales televisivos y acosado por cazadores de autógrafos. Se convirtió en un promitente partidario del Instituto de Cáncer Infantil, después que el cuñado de su hermana se enfermó gravemente con esta enfermedad. Después del Campeonato Mundial, Thorpe anunció que completaría sus estudios del décimo año por correspondencia, anuncio que atrajo a la crítica pública. Mencionó sentirse decepcionado por su baja en las calificaciones debido a la carga de sus compromisos internacionales en 1997 en la natación. Los compromisos deportivos y comerciales tendería a aumentar al avanzar su carrera, llevándolo a concluir sus estudios en el décimo grado.

## Juegos de la Mancomunidad de 1998
Thorpe regresó al agua en marzo para el Campeonato Australiano en Melbourne cuyos eventos eran las pruebas para la selección que asistiría a los Juegos de la Mancomunidad de 1998 en Malasia. Su gran marcha continuó cuando derrotó al campeón mundial en los 200 m estilo libre Michael Klim con un tiempo de 1:47.24 min, más rápido que el tiempo conseguido por Klim en la final del Campeonato Mundial dos meses antes. A pesar de ir perdiendo por poco más de un cuerpo de distancia en la marca de los 150 m, Thorpe aceleró para rebasar a Klim en los últimos 50 m para parar el reloj con un segundo y fracción más rápido que su marca conseguida en Perth. Este esfuerzo le hubiera otorgado un récord de los Juegos de la Mancomunidad y le aseguró su primer título nacional. Tomando después la prueba de 400 m estilo libre de manos de Hackett y haciendo un tiempo de 50.36 s en la prueba de los 100 metros estilo libre. Este tiempo le otorgó la medalla de plata en su primera participación en una competencia a nivel nacional en los 100 m estilo libre, ganando su selección a los Juegos de la Mancomunidad en tres eventos individuales.
Participó en una gira en Europa para competir en la serie Mare Nostrum, complementando el éxito conseguido en Australia; ganando las tres competencias en 200 y 400 metros en Montecarlo, Barcelona y Canet-en-Roussillon.
El ascenso de Ian continuó al viajar a Kuala Lumpur en septiembre para los Juegos de la Mancomunidad. El primer evento de Ian fue los 200 metros estilo libre, en el cual mantuvo el liderato en toda la competencia para conseguir un tiempo récord de 1:46.70 minutos, tan solo una centésima por detrás del récord mundial del italiano Giorgio Lamberti.
Se combinó con Klim, Kowalsi y Matt Dunn en los relevos 4 x 200 estilo libre para romper el récord del mundo establecido por el Equipo Unificado impuesto en los Juegos Olímpicos de Barcelona 1992 por 9 centésimas de segundo.
La racha de Ian terminó al establecer un nuevo récord personal de 50.21 segundos en los 100 metros estilo libre que solo le fue suficiente para el cuarto lugar, pero posteriormente retornó a la senda de la victoria con los relevos 4 x 100 estilo libre. Posteriormente se adjudicó la cuarta medalla de oro en los 400 metros estilo libre, imponiendo otro récord personal de 3:44.35 minutos, 0.55 s más lento que la marca de Kieren Perkins de 1994 (considerados por algunos como el mejor evento en natación de la historia).
Ian finalmente abandonó la escuela después de completar el décimo año. Su decisión causó consternación entre aquellos que creían que concentrarse exclusivamente en la natación sería perjudicial, Stephen Holland decía: "si este chico solamente practica la natación y solo eso, no durará más allá de las Olimpiadas de Sídney". Holland había roto varios récords desde los 15 años y se esperaba que ganara la prueba de los 1500 m estilo libre en los Juegos Olímpicos de Montreal 1976, pero se retiró de la natación por la desesperación de concentrarse solamente en la natación y aun así fallar en conquistar la medalla. Thorpe no estuvo de acuerdo, señalando su búsqueda informal de conocimiento a través de la internet y leyendo libros, añadiendo: "La natación es solo una pequeña parte de mi vida". Finalmente se realizó la evaluación para conseguir su certificado en un vuelo con destino a la Copa Mundial de Natación de la FINA, llevada a cabo en 1999, prueba meticulosamente supervisada por su antiguo maestro y entrenador australiano Don Talbot. Al final de ese año, el impacto de Ian en comunidad de la natación fue reconocida cuando se convirtió en el nadador más joven en ser nombrado por la revista Swimming World Magazine como el Nadador del Año en el Mundo.

## Campeonato Pan Pacific de 1999
1999 comenzó con altas expectativas de los medios acerca de la inevitable ruptura de los récords mundiales de 200 y 400 m por parte de Thorpe, dado su continuo crecimiento físico. Su primera oportunidad vino a finales de marzo en el Campeonato Australiano en Brisbane, donde dobló su participación de eventos del Campeonato Pan Pacific. Thorpe de nuevo nadó en los 400 m con su usual táctica de despegar en los últimos 150 m ganándole nuevamente a Hackett, pero de nuevo se le escapó el récord de Perkins, esta vez por solo 5 centésimas. Hackett que seguía dolido por haber sido descartado para el equipo de relevos del año anterior que obtuvo el récord del mundo, le dio vuelta a las predicciones en el evento de los 200 m al pasar a Thorpe en los últimos 50 m para ganar el título que estaba en posesión de Thorpe. Aunque ambos atrás de la marca de Lamberti, Hackett lo rompió la noche siguiente en el evento de relevos.
Thorpe concluyó el campeonato continuando su avance en los 100 metros estilo libre, imponiendo un tiempo de 49.98 segundos, su primera marca por debajo de la barrera de los 50. Los australianos inmediatamente emprendieron un viaje hacia Hong Kong para el Campeonato Mundial de Natación en Piscina Corta de 1999, donde por fin Thorpe batió el récord mundial, establecido nueve años atrás por Lamberti en los 200 metros estilo libre, el récord mundial más viejo. Sin embargo, Hackett de nuevo interrumpió su racha para relegarlo a la plata en los 400 metros, haciendo un tiempo 5 segundos más corto que el establecido por Thorpe el año anterior.
El Campeonato Pan Pacific de 1999 se llevó a cabo en agosto en el Parque Olímpico de Sídney, y se tomó como un ensayo para los Juegos Olímpicos de Sídney 2000 que se iban a desarrollar con una localización y programación idénticas a este. Con la expectativa de que Thorpe se llevara los récords mundiales, fue la primera ocasión en que el evento fue televisado en vivo en Australia. Fue la primera competencia internacional de Thorpe en su ciudad natal. La noche inaugural se vio la competencia contra Hackett y el sudafricano Ryk Neethling en la final de los 400 m estilo libres. La carrera comenzó bastante pareja con el trío alcanzando la marca de los 200 metros en grupo, yendo al ritmo del récord mundial, poco después Thorpe aceleró, tomando un cuerpo de distancia en los siguientes 40 metros, y marcando un tiempo parcial 1.86 s debajo de la marca del mundo en la marca de los 300 metros. Extendió su ventaja a cuatro cuerpos de distancia en la marca de los 350 m y finalizó con un tiempo de 3:41.83 minutos, casi dos segundos mejor que el récord mundial, y cubriendo la segunda parte de la carrera en casi el mismo tiempo que la primera. Talbot reaccionó ante esa actuación apodando a Thorpe como: "el mejor nadador que hallamos (Australia) tenido", mientras que el estadounidense cuatro veces medallista de oro en Juegos Olímpicos Rowdy Ganes, comentó para la NBC que: "...fue un esprint destructor desde los 250 m -nunca había visto algo parecido... He estado un largo tiempo en el ambiente de la natación y es con facilidad, la más asombrosa carrera que jamás haya visto". Una fórmula usada por la Asociación Internacional de Estadísticas de la Natación para comparar récords mundiales en diferentes eventes dieron a esta actuación la más alta calificación de todos los récords en ese momento. Thorpe inmediatamente donó los 25,000 dólares australianos que recibió como bono por ser la primera persona en romper un récord mundial en esa piscina a caridad. Más adelante en la misma noche, Thorpe aseguró a los australianos una victoria histórica en la final de los relevos 4 × 100 m estilo libre, siendo la primera vez que los Estados Unidos habían sido vencidos en este evento. Después de zambullirse un brazo por delante de Jason Lezak, despegó para alcanzar un nuevo récord parcial conseguido por cualquier australiano de 48.55 s. Incluso tomando en consideración que la salida en los relevos es más rápida por 6 o 7 décimas de segundo, su tiempo parcial fue casi un segundo más rápido que su tiempo en el evento individual con un tiempo de 49.98 segundos. Iba a ser la primera de muchas ocasiones en que aseguraría la victoria australiana en los relevos contra los estadounidenses, con parciales consistentemente más rápidos que sus equivalentes en tiempos individuales. La noche siguiente, en las semifinales de 200 m estilo libre, Thorpe rompió el récord mundial establecido por Hacket con una diferencia de 33 centésimas de segundo, deteniendo el reloj en 1:46.34 min. Al siguiente día volvió a romper el récord, bajándolo a 1:46 minutos. Finalizó la competencia liderando los relevos 4 × 200 m estilo libre, haciendo equipo con Klim, Hackett y Bill Kirby para ganar una vez más al equipo de Estados Unidos. Su tiempo de 7:08.70 fue un nuevo récord mundial, disminuyéndolo más de 3 segundos del anterior récord, de esta manera Thorpe consiguió cuatro récords mundiales en cuatro noches.
Inmediatamente después del campeonato Pan Pacific, los manejadores de Thorpe anunciaron la firma de un contrato confidencial de seis dígitos con Adidas, aseverando que nadaría con su nuevo traje de baño para cuerpo completo. Esto presentó un dilema, ya que el equipo australiano era patrocinado y usaban trajes diseñados por la marca Speedo, llevando a meses enteros de largas discusiones e incertidumbre. Para agravar sus problemas comerciales, Thorpe tuvo un final incierto del año deportivo, cuando, en octubre se rompió un hueso del tobillo mientras trotaba. No obstante, su desempeño a través del año fue reconocido cuando fue nombrado nuevamente Nadador del Año en el Mundo por la revista Swimming World y por Swimming Australia como Nadador del Año. En una categoría más amplia, fue nombrado Joven Australiano del Año, Deportista Estrella del Año de la ABC, y Atleta Masculino del Año por los Premios Deportivos Australianos.

## Preparación para los Juegos Olímpicos de Sídney 2000
Thorpe empezó el 2000 analizando la posibilidad de añadir un tercer evento individual para su itinerario en las Olimpiadas. Exploró sus opciones al participar en los 1500 metros estilo libre en el Campeonato de Nueva Gales del Sur en enero, el cual ganó. Después se dirigió al Tour de la Copa Mundial de Europa de la FINA para perfeccionar sus diversas destrezas en la natación, pero esto fue opacado por los comentarios del entrenador alemán Manfred Thiesmann. Thiesmann afirmó tácitamente que Thorpe estaba utilizando esteroides, asegurando que: "Todos sabemos que Lamberti estaba inflado y sus tiempos duraron largo tiempo, pero Thorpe no sólo las está rebasando -las está rebasando por segundos." La delegación australiana señaló el pulcro historial de Thorpe, mientras que el redactor jefe de la revista Swimming World Phillip Whitten declaró la seguridad que tenía de que Thorpe estaba limpio: "No hay ninguna razón para sospechar que Ian Thorpe se está dopando. Detallados análisis de las brazadas bajo el agua muestran que tiene una técnica
extraordinaria. Además, no muestra ninguna de las señales físicas del uso de drogas. Sus atributos físicos, talento natural, excelente entrenamiento y técnica superior son completamente la causa de sus soberbias actuaciones"
Sus dificultades se agravaron en la siguiente etapa alemana en Berlín, cuando a él mismo y al dorsista estadounidense Campeón del Mundo Lenny Krayzelburg se les realizó un examen antidopaje. Sin poder localizar los contenedores requeridos, los oficiales de las pruebas les pidieron permiso para dejar esa noche las pruebas sin sellar en el refrigerador, situación contraria al protocolo de seguridad de las pruebas antidopaje, permiso que fue negado por el australiano y oficiales estadounidenses. Después de un tenso punto muerto, se llegó a un compromiso: oficiales de policía alemanes serían llamados para tomar la responsabilidad temporal de las muestras.
Debido a esta confrontación de la que Thorpe salió encendido, procedió a recortar más de 1.5 s al récord mundial de 200 m estilo libre en piscina corta, recibiendo una ovación de pie por el público que claramente no estaba de acuerdo con los comentarios de Thiesmann. Dado el contexto de la carrera, Thorpe la catalogó como la mejor actuación de su carrera deportiva, por delante de las victorias en las olimpiadas y campeonatos mundiales. Al regreso de Europa, Thorpe encaró más incertidumbre hasta que le fue otorgado el permiso para vestir el traje de Adidas en vez del uniforme australiano proveído por Speedo.
Con las incertidumbres resueltas, Thorpe procedió a las pruebas calificatorias para las Olimpiadas de Sídney, en el parque olímpico de la misma ciudad en mayo de 2000. De nuevo rompió un récord del mundo en 400 m en la primera noche del evento, cortando 5 décimas de segundo de su anterior marca al finalizar con 3:41.33 min para ganar su primera calificación a la selección olímpica. El día siguiente, corto 31 centésimas a su propio récord mundial de 200 metros para fijar el tiempo en esa semifinal en 1:45.69 minutos, antes de bajarlo una vez más con el tiempo de 1:45.51. Su intento por amarrarse una tercera posición en pruebas individuales falló después de terminar cuarto en la final de los 100 m, y finalmente decidió no participar en la prueba de los 1,500 m.
Debido a sus repetidas mejoras de sus propios récords mundiales, Thorpe enfrentó una inmensa expectación del público australiano en su preparación para las olimpiadas. Una encuesta indicó que el 79% de los australianos consideraban a Thorpe como el atleta que esperaban ver, muy por encima de Cathy Freeman. Thorpe y Frost viajaron a Colorado para dedicarse un mes para hacer entrenamiento de altura y alejarse de los medios australianos, pero no pudo escapar de la atención de los entrenadores americanos que cronometraban cada acción que realizaba. Las acusaciones del uso de esteroides continuaban, en esta ocasión de parte del capitán alemán Chris-Carol Bremer, quien afirmó que: "sus manos y pies son inusualmente largos" debido al uso de la hormona de crecimiento humano. Thorpe negó estas declaraciones y fue llamado para un análisis sanguíneo, prometiendo tener una muestra congelada para probar su inocencia por cualquier descubrimiento realizado por la prueba. Aunque se realizó la prueba en búsqueda de eritropoyetina en tiempo para los juegos, no resultó positivo el resultado de la hormona para el crecimiento humano.

## Juegos Olímpicos de Sídney 2000
Al comenzar las olimpiadas, el público australiano esperaba que Thorpe conquistara varias marcas mundiales y medallas de oro, como una simple formalidad; El Daily Telegraph de Sídney publicó, cubriendo completamente la primera página, el encabezado "Invincible" (invencible en inglés). Thorpe hizo el recorrido de las eliminatorias de los 400 m a una velocidad constante en la primera mañana de competencia, y aun así se las arregló para obtener un Nuevo Récord Olímpico, acortando las apuestas de los corredores 50-1. Para el momento en que se realizó la final esa noche, la presión se había intensificado — la nación anfitriona aún no había ganado su primera medalla de oro. Thorpe sostuvo el liderato durante toda la carrera, y aunque el italiano Massimiliano Rosolino se encontraba a un cuerpo de distancia en la marca de los 300 m, el estallido final de Thorpe extendió la diferencia final a una distancia de tres cuerpos. Estableciendo de paso una nueva marca mundial de 3:40.59. Exámenes secretos llevados a cabo por el Comité Olímpico Italiano anteriores a las olimpiadas, mostraron después que Rossolino tenía niveles anormales de hormona del crecimiento humano. Descontando a Rosolino de esa competencia, Thorpe dejó al ganador del bronce Klete Keller con 15 m de retraso.
Thorpe alineó esa misma noche junto con Klim, Chris Fydler y Ashley Callus para aferrarse a los relevos 4 x 100 estilo libre, evento en el cual los estadounidenses no habían perdido a nivel olímpico. Después de que Klim rompió el récord mundial individual, Fydler y Callus no dejaron ir la ventaja de un brazo de distancia, con Thorpe listo para el duelo contra Gary Hall Jr. Thorpe realizó un mejor tiempo en la inmersión, y salió a la superficie un metro adelante del ganador de la plata en los 100 m en las olimpiadas de Atlanta. Hall consiguió medio cuerpo de ventaja en la primera etapa, pero Thorpe usó su despegue característico en los últimos 40 m para llevarse la victoria por diferencia de 17 centésimas e imponiendo un nuevo récord del mundo. Esto generó celebraciones salvajes entre la partidaria multitud, e incitó una poco característica celebración de Thorpe. Mientras que usualmente permanecería tranquilo viendo el tablero de resultados apretando suavemente sus puños, esta vez saltó inmediatamente de la piscina, gritando y abrazando a sus extasiados compañeros. Incluso llegó al límite de tocar guitarra en el aire, para burlarse del comentario anterior a la carrera de Hall diciendo que los estadounidenses destruirían a los australianos como guitarras. Talbot describió esta carrera como "el mejor momento" de su carrera como entrenador, pero sintió que la euforia emocional afectaría negativamente las siguientes actuaciones de su equipo.
Cuando Thorpe rompió el récord olímpico de los 200 m en las eliminatorias la mañana siguiente, su principal rival Pieter van den Hoogenband de Países Bajos declaró "No estoy pensando realmente en el oro. Sólo quiero llevarme una medalla y estar en el podio." Sin embargo, Van den Hoogenband levantó la mano en la semifinal reduciendo por poco más de un segundo su marca personal, y rompiendo el récord de Thorpe por 16 centésimas para establecer un nuevo punto de referencia en 1:45.35 min. Thorpe calificó tan sólo 2 centésimas más lento y se encontró bajo una enorme presión para ganar la final al día siguiente después de su doble oro la primera noche.
Al día siguiente, Van den Hoogeband comenzó velozmente con Thorpe persiguiéndolo, alcanzando la marca de los 100 m tan sólo 4 centésimas por detrás. Ambos nadadores llegaron a la marca de los 150 con tiempos idénticos. Pero, como resultado del comienzo más complicado de lo usual, Thorpe fue incapaz de utilizar su explosión final y Van den Hoogenband se le alejó para llevarse el oro e igualar su récord mundial. Dejando al público australiano pasmado, Thorpe llegó en 1:46.83 min, la primera vez que había nadado más lento en la final que en las etapas clasificatorias.
Thorpe regresó a la senda de la victoria la noche siguiente, cuando llevó al equipo de 4 × 200 m estilo libre a una ventaja de 10 m sobre el estadounidense Scott Goldblatt en el primer relevo. A pesar de que Thorpe fue incapaz de conseguir la marca mundial individual, el, Klim Kirby y Todd Pearson bajaron su propio récord mundial a 7:07.05 min, más de cinco segundos por adelante de los americanos —el margen de victoria más amplio en un evento de relevos en las olimpiadas por medio siglo. Thorpe redondeó su participación en la olimpiada nadando en la final de los relevos 4 x 100 combinados, llevándose medalla de plata cuando el cuarteto finalizó por detrás de los estadounidenses. Las actuaciones de Thorpe siendo el mejor medallista australiano de los juegos, fueron reconocidas cuando el Comité Olímpico Australiano le concedió el honor de llevar la bandera en la ceremonia de clausura.
A fin de año, fue de nuevo elegido Nadador del Año por la revista Swimming Australia, pero Van den Hoogenband usurpó su lugar de Nadador Mundial del Año otorgado por la Swimming World Magazine.

## Campeonato Mundial de Natación de 2001
Con el Campeonato Australiano celebrado en Hobart, en marzo de 2001, Thorpe añadió los 800 metros estilo libre a su repertorio, justo cuando la FINA añadió este evento en el Campeonato Mundial de 2001. Thorpe comenzó la competencia defendiendo exitosamente su título en los 400 m estilo libre con un tiempo de 3:40.76 min en la noche inaugural, solamente 17 centésimas por detrás de su propio récord del mundo.
La noche siguiente en el evento de los 800 metros, se emparejó con Hackett en la marca de los 700 m antes de su ahora predecible estallido final para ganar cómodamente con tres cuerpos de distancia, rompiendo además el récord mundial propiedad de Kieren Perkins que registró en 1994 superándolo por más de 4 segundos.
Ganó su tercer título en tres días cortando 66 centésimas a la marca mundial de Van den Hoogenband en los 200 m para dejarla en 1:44.69 minutos. Esta actuación lo convirtió en el tercer varón, además de John Konrads y Tim Shaw en tener marcas mundiales en tres distancias al mismo tiempo. Su posterior victoria en los 100 m libres con un nuevo récord personal de 46.05 segundos lo hicieron el primer nadador desde Konrads en 1959, en retener todos los títulos australianos de estilo libre de los 100 a los 800 m. Esto indicaba que podía nadar incluso más rápido en el siguiente Campeonato del Mundo en Fukuoka, donde esperaba arrebatarle el ascenso a Van den Hoogenband.
Thorpe llegó a Fukuoka bajo una inmensa presión, siendo elegido por TV Asahi (televisora nipona) como la atracción mercadotécnica del evento, siendo mostrado su rostro en todo el país. Con los relevos 4 × 100 m libres efectuándose después de los 400 m individuales esa misma noche, Thorpe parecía estar conservando energía cuando llegó a la marca de los 200 m dos segundos por detrás de la marca del mundo. A pesar de que Thorpe aceleró, se encontraba 93 centésimas atrás en su última vuelta, los últimos 50 m fueron testigos de su despegue cortándole 42 centésimas a su propio récord. Los relevos parecían un déjà vu de los años anteriores, zambulliéndose por delante del americano Jason Lezak después que Klim, Callus y Pearson habían completado las primeras tres etapas. Thorpe se retrasó en la primera mitad del relevo antes de encender el "thorpedo" en la segunda, para llevarse el oro con el mejor tiempo de parcial como relevo de su carrera de 47.87 segundos.
Thorpe nadó conservadoramente en la semifinal de los 200 metros estilo libre la noche siguiente, con la final de los 800 metros menos de media hora después. Siguió como una sombra a Hackett por los primeros 700 m, comenzando con un cuerpo de distancia y después dando vuelta con los mismos tiempos, antes de llevar el liderato al principio de los últimos 50 m por solo 1 centésima de segundo. Como era de esperarse Thorpe aceleró justo antes del final para finalizar con un cuerpo de ventaja, bajando su marca mundial por más de dos segundos.
La revancha de los 200 m estilo libre contra Van den Hoogenband otorgó a Thorpe la oportunidad de rectificar la estrategia usada en las olimpiadas; en esta ocasión dejó que el holandés liderara los primeros 100 m. Thorpe se emparejó en la marca de los 150 y después aceleró hacia la pared final, llegando con dos cuerpos de distancia. Mejorando su propio récord mundial a 1:44.06 min en el proceso, provocando a Van de Hoogenband a que levantara el brazo.
La racha ganadora de Thorpe, fue interrumpida en los 100 metros estilo libre evento en que obtuvo su mejor marca personal de 48.81 para llegar en cuarto, pero regresó a la senda del triunfo en los relevos 4 × 200 m estilo libre. Agregándose al equipo de Klim, Hacket y Kirby los australianos fijaron un nuevo récord del mundo en 7:06.66 min, más de dos segundos que su marca en Sídney, dejando a los italianos más de seis segundos por detrás.
Habiendo tomado el lugar de Klim como el australiano líder de los 100 m estilo libre, Thorpe era el encargado de afianzar los relevos 4 x 100 metros estilo combinado. Después que Matt Welsh, Regan Harrison y Geoff Huegill terminaron su relevo, el cambio para Thorpe lo había dejado medio cuerpo detrás del nuevo campeón mundial de los 100 m Anthony Ervin de Estados Unidos. Había la expectativa de que los estadounidenses se llevaran la victoria, y con su típico lento comienzo, Thorpe se atrasó un cuerpo completo faltando 50 metros. Con la victoria estadounidense viéndose inevitable, Thorpe se las arregló para acelerar y privar a Ervin del liderato en los últimos 5 metros. Esta victoria convirtió a Thorpe en el único nadador en ganar seis medallas de oro en el Campeonato Mundial, y formó las bases para que Australia se llevara la medalla de oro sobre Estados Unidos con la ventaja de 13-9. También fue la primera vez desde las olimpiadas de 1956 que Australia lideró la tabla de medallas en un encuentro global.
Todos estos logros conseguidos por Thorpe, llevaron a predicciones que afirmaban que podía igualar las siete medallas de oro de Mark Spitz en los Juegos Olímpicos de Múnich 1972, predicciones que les restó importancia.

## Juegos de la Mancomunidad y Campeonato Pan Pacific 2002
Thorpe inició el 2002 compitiendo en el Campeonato Australiano realizado en Brisbane en marzo, donde se seleccionó al equipo que iba a participar en los Juegos de la Mancomunidad en Mánchester y el Campeonato Pan Pacific. Después de registrar seis medallas de oro en Fukuoka, el encuentro estaba rodeado de expectación por ver más marcas mundiales y de especulación de si podía igualar la marca de Mark Spitz de 7 medallas de oro. Su tiempo de 3:40.54 min era la marca más rápida de la historia, pero tal era la expectación, que The Daily Telegraph imprimió el encabezado, "Noticia de última hora: Ian Thorpe no rompió un récord del mundo." Se llevó el evento de los 200 metros con un segundo más lento que se marca personal, antes de ganar los 100 metros en 48.98 segundos; siendo la primera vez desde 1999 que había fallado en romper un récord mundial en un evento de alta magnitud. También experimentó el añadir los 100 metros estilo dorso a su repertorio, llegando segundo con un tiempo de 55.74 segundos. Esto le ganó un lugar en los Juegos de la Mancomunidad en dicho evento siendo el séptimo, llevando a la que los medios especularan con mayores motivos acerca de su posibilidad de alcanzar a Spitz.
Para esas fechas, la relación de Thorpe con Frost comenzó a aclarar. Thorpe siempre había insistido que nadaba porque lo disfrutaba y porque podía imponer mejores tiempos personales, y no por las victorias. Esto contrastaba con Frost, que tenía una mentalidad más agresiva y competitiva, haciendo declaraciones más audaces. Thorpe ignoró el consejo de Frost en el periodo anterior a los Juegos de la Mancomunidad y acrecentó la parte superior de su cuerpo por 5 kg, pesando en total 105 y haciéndolo el más pesado de los nadadores de alto nivel de la historia. Su razonamiento de que la ganancia en fuerza superaba la pérdida en flexibilidad atrajo la atención de los medios sobre su estrategia psicológica. En la primera noche en Mánchester, Thorpe bajó nuevamente la marca de los 400 m por 9 centésimas de segundo y la colocó en 3:40.08 min, antes de aferrarse al oro en los relevos 4 x 100 estilo libre.
La noche siguiente, antes de la final de los 200 m, se vio a Thorpe discutiendo con Frost en el área de calentamiento, acerca de la estrategia de Frost de enfocarse en los otros competidores. Thorpe ganó oro, pero se encontraba inusualmente enojado por haber fallado en superar su anterior marca, declarando públicamente que "no lo tenía" y que había tenido "uno de los peores calentamientos". Thorpe se las arregló para bajar su marca personal en los 100 metros libres a 48.73 min encaminándose a su cuarto oro, y amarrando los relevos 4 × 200 m estilo libre y 4 × 100 m combinados en cómodas victorias.
Cuando conquistó la medalla de plata en su primera competencia internacional de 100 m estilo dorso con una nueva marca personal, fue forzado a desairar las comparaciones de los medios con Spitz. Enfatizó las actuaciones personales, señalando: "Pienso que es una actitud limitante el competir contra otros cuando puedes hacerlo contra ti mismo." A pesar de su afirmación de que la marca de Spitz jamás sería igualada, Frost predijo que Thorpe podía obtener nueve medallas de oro en una olimpiada.
A pesar de la decepción de la prensa con respecto a una séptima medalla, las seis medallas de oro ganadas por Thorpe igualaba las conquistadas cuatro años antes por Susie O'Neill en Kuala Lumpur, completándolas todas con tiempos que superaban las marcas de los Juegos o del mundo.
El Campeonato Pan Pacific comenzó menos de un mes después en Yokohama, con especulación de la prensa acerca de si la relación de Thorpe y Frost opacaría la competencia. Thorpe comenzó su participación con una victoria sobre Hackett en los 400 m libres con un tiempo relativamente mediocre estando 5 s alejado de la marca mundial. Poco después, los dos nadadores revelaron que decidieron conservar energía para la competencia de los relevos 4 × 100 m libres realizada esa misma noche. Subsecuentemente, Australia se llevó la victoria, con Thorpe superando a Jason Lezak en los últimos 50 metros precisamente como había hecho en el anterior Campeonato Pan Pacific, realizado en 1999.
Posteriormente se adjudicó la medalla de oro en los 200 metros libres, e impulso al equipo de relevos 4 × 200 m libres a la victoria para subir su cuenta a cuatro medallas.
Habiendo calificado segundo en los 100 metros libres, Thorpe tuvo su habitual comienzo conservador, dando vuelta en cuarto lugar antes de preparar el terreno para ganar su quinta medalla de oro en un tiempo de 48.84 segundos.
La racha de Thorpe terminó en su último evento, la final de los relevos 4 × 100 m estilo combinado, cuando realizó su segundo mejor tiempo parcial de 47.20 s, tiempo que, sin embargo no fue capaz de prevenir la victoria estadounidense. Después de este encuentro anunció su ruptura con Frost para entrenar con uno de sus asistentes Tracey Menzies, quien no tenía experiencia internacional. Thorpe admitió que la tensión existía entre el y Frost, pero aseguró que la separación fue amistosa. En vez, citó decaimiento en la motivación como razón para esta decisión, señalando "He decidido que, o tenía que hacer este cambio, o me retiraba del deporte".
El retirado Talbot, expresó su preocupación hacia la decisión tomada por Thorpe encontrándose física y emocionalmente agotado, mientras que otros entrenadores sentían que la nueva relación permitiría a Thorpe en vez de Menzies, tomar las decisiones. A pesar de un año turbulento, fue nombrado de nuevo Nadador del año por la revista Swimming World.
Junto con el cambio de entrenador, Thorpe afirmó que debería enfocarse en mejorar su habilidad en esprints. Entonces abandonó los 800 metros libres a pesar de ser el campeón reinante y poseedor del récord. Durante este periodo, sus tiempos de 400 y 200 metros estilo libre empeoraron, y tanto el como Menzies fueron criticados. La crítica continuó creciendo durante su colaboraciónm particularmente en la preparación para los Juegos Olímpicos de 2004. Siguiendo su victoria en los 200 y 400 metros en Atenas, Thorpe dijo que los resultados justificaban su decisión, a pesar de marcar tiempos más veloces siendo más joven y al cuidado de Frost.

## Campeonato Mundial de 2003
La primera gran prueba para la colaboración de Thorpe con Menzies vino en el Campeonato Australiano sostenido en Sídney en marzo. Thorpe no amenazó ninguno de sus marcas mundiales, terminando los relevos 4 x 200 metros estilo libre más de dos segundos por detrás de su mejor tiempo. A pesar de haber superado a Hackett en ambas carreras para retener sus títulos, después admitió que estaba "muy decepcionado" con sus actuaciones. Cuando empató el tiempo de Ashley Callus con un tiempo de 49.05 segundos, fue criticado por el The Sídney Morning Herald que mencionó: "La medida de su habilidad de esprintar es que solo puede igualar los esfuerzos de un virus plagado de Callos (haciendo referencia al apellido de Callus que se traduce callos al español)". Thorpe halló consuelo al imponer un récord de la mancomunidad de 2:00.11 min en su primera salida en la prueba de 200 m combinados en piscina de 50 m, el quinto tiempo más rápido del último año. Thorpe atrajo más críticas cuando se retiró del duelo inaugural en la piscina con una queja médica, a pesar de haber cruzado el océano por causas comerciales y de caridad.

## Juegos Olímpicos de Atenas 2004
Después de sus logros en el Campeonato Mundial, Speedo generó una gran campaña publicitaria al ofrecer a Michael Phelps un millón de dólares si podía alcanzar la marca de siete medallas de oro lograda por Spitz. Thorpe se mantuvo firme sobre la idea que esto era imposible, y abandonó el séptimo evento de su programa olímpico, la prueba de los 200 metros combinados individuales. A finales de marzo de 2004, en los Campeonatos australianos de Sídney, Thorpe perdió el equilibrio en el puesto inicial de las pruebas calificatorias de los 400 m estilo libre y cayó al agua, dando como resultado su descalificación y finalizando su defensa del título olímpico de los 400 m. Esto dio como resultado un largo debate entre la comunidad de la natación y entre el público en general sobre si se debería hacer una excepción al lineamiento de elegir al primer y segundo lugar, eligiendo también a Thorpe, con el primer ministro de Australia John Howard describiendo la situación como una "tragedia".